# Fausto Di Bella
Fausto Di Bella (fl. XX secolo) è stato un attore italiano.

## Biografia
Fausto Di Bella esordisce al cinema nel 1971. Noto per il ruolo del protagonista del film I pugni di Rocco diretto da Lorenzo Artale. Nel 1981 è il protagonista del film Giochi erotici nella terza galassia di Bitto Albertini.

## Filmografia parziale

### Cinema
- Decameron nº 2 - Le altre novelle del Boccaccio, regia di Mino Guerrini (1971)
- Perché quelle strane gocce di sangue sul corpo di Jennifer?, regia di Giuliano Carnimeo (1971)
- Meo Patacca, regia di Marcello Ciorciolini (1971)
- Quel gran pezzo della Ubalda tutta nuda e tutta calda, regia di Mariano Laurenti (1971)
- I pugni di Rocco, regia di Lorenzo Artale (1972)
- I corpi presentano tracce di violenza carnale, regia di Sergio Martino (1973)
- I racconti di Viterbury - Le più allegre storie del '300, regia di Mario Caiano (1973)
- Novelle licenziose di vergini vogliose, regia di Joe D'Amato (1973)
- La mano spietata della legge, regia di Mario Gariazzo (1973)
- Il messia, regia di Roberto Rossellini (1975)
- La linea del fiume, regia di Aldo Scavarda (1976)
- Emanuelle nera - Orient Reportage, regia di Joe D'Amato (1976)
- Autostop rosso sangue, regia di Pasquale Festa Campanile (1977)
- La lunga strada senza polvere, regia di Sergio Tau (1978)
- Agenzia Riccardo Finzi... praticamente detective, regia di Bruno Corbucci (1979)
- Un sacco bello, regia di Carlo Verdone (1980)
- Giochi erotici nella terza galassia, regia di Bitto Albertini (1981)
- Il mondo nuovo, regia di Ettore Scola (1982)
- Il momento dell'avventura, regia di Faliero Rosati (1983)
- Computron 22, regia di Giuliano Carnimeo (1988)

### Televisione
- Mosè – miniserie TV (1974)
- La gabbia – miniserie TV (1977)
- La Venere d'Ille, regia di Mario e Lamberto Bava – film TV (1979)